# آتلیا
آتلیا (انگلیسی: Athleta) شرکت تجهیزات ورزشی ژاپنی برزیلی است، که در سال ۱۹۳۵ توسط آنتونیو دی اولیویرا تأسیس شد.